# Чаттертон, Томас
То́мас Ча́ттертон (англ. Thomas Chatterton; 20 ноября 1752, Бристоль — 24 августа 1770, Холборн) — английский поэт.

## Биография
Томас Чаттертон родился в Бристоле, старинном торговом городе, сохранившем в своих средневековых постройках великолепные памятники «готического» прошлого. Чаттертон происходил из бедной мещанской семьи, его предки более ста лет служили могильщиками на кладбище церкви святой Марии Редклифф, представляющей один из лучших памятников английской готики. Отец поэта умер за 4 месяца до его рождения, мать воспитывала сына одна. Чаттертон получил начальное образование в городском училище для бедных, потом, в возрасте 15 лет, был отдан на службу писцом к бристольскому поверенному, но большую часть своего времени тратил на собственные сочинения, которые некоторое время приносили ему небольшую прибыль в Bristol Journal и Town and Country Magazine Феликса Фарли. Бедность, унижения, однообразный труд заставили поэтическую натуру мальчика искать выход в мире романтических вымыслов. Он рано обнаружил повышенный интерес к окружавшим его памятникам средневековья.
В подвалах церкви был найден сундук со старинными рукописями, часть которых, за ненужностью, попала в семью Чаттертонов. По иллюминованным буквам этих пергаментов мальчик научился читать. У него также был талант к рисованию. В кладовой, где хранился заветный сундук, он устроил себе мастерскую и стал копировать на обрезках пергамента гербы, иллюминованные буквы, изображать фантастические постройки в готическом стиле, рыцарские замки, средневековые гробницы и т. п. Одновременно он писал стихи и сочинял документы на вымышленном староанглийском языке, подражая немногочисленным знакомым ему образцам. Те товарищи и старшие, которым он показывал свои произведения, доверчиво принимали его подделки за средневековые подлинники.
Постепенно детская игра превращается в сложный поэтический вымысел, целиком заполняющий воображение юного поэта. В своих мечтах Чаттертон воссоздает жизнь старого Бристоля, делая его центром культурной жизни Англии XV века. Он переносит себя в это поэтическое прошлое, но в более счастливые жизненные обстоятельства. Автором сочиненных им стихов является вымышленный священник и поэт Томас Роули (Thomas Rowley), воспитанник кармелитов, монастырь которых когда-то находился на месте школы для бедных, в которой учился Чаттертон. Роули обучается всем наукам своего времени и, в противоположность самому Чаттертону, с юношеских лет находит друга и покровителя в богатом бристольском купце Вильям Каннинге (William Canynge). Имя Каннинга было известно Чаттертону по могильной плите в церкви святой Марии: он превращает своего любимого героя в идеального государственного деятеля, патриота, «отца города», просвещенного мецената, покровителя наук и искусств. В его «красном доме», который существовал и во времена Чаттертона, разыгрываются драмматические «интерлюдии», сочиненные Роули. В качестве бургомистра Бристоля Каннинг принимает деятельное участие в постройке церкви Святой Марии Редклифф (1432). По его поручению Роули собирает художественные памятники старины. Каннинг женат на прекрасной и добродетельной Джоанн Хэтуей (Johanne Hathwaie). После её смерти король Генрих VI подыскивает ему другую жену, но Каннинг, верный своей первой любви, уходит в монастырь. Здесь он умирает, и Роули пишет биографию своего знаменитого друга.
Так создаётся ненаписанный исторический роман, который является предпосылкой обширного цикла стихотворений на средневековом английском языке, приписанных Чаттертоном поэту Роули и связанных в большинстве случаев с воображаемым прошлым Бристоля.

«Смерть Чаттертона», картина Генри Уоллиса

Однако, жизнь его утомляла, и нарастало давление, усугубляющееся борьбой за свободную прессу и презрением к Бристолю, развратному поведению местных девушек и своей безвкусной семье. Чаттертон послал Джеймсу Додсли (James Dodsley), издателю, письма с предложением некоторых рукописей Роули, но Додсли проигнорировал его. Подобные письма поступали и Хорасу Уолполу, и сначала он был очарован «старыми» поэмами, присланными ему неизвестным бристольским антикварием, каковым он, по видимому, считал Чаттертона. Но когда последний откровенно написал ему о своём материальном положении, Уолпол засомневался и показал присланные ему рукописи друзьям Грею и Мэйсону, которые тотчас же признали их поддельными. Уолпол отослал их обратно, посоветовав в письме заниматься своим ремеслом. Имитируя угрозу самоубийства («The Last Will and Testament of me, Thomas Chatterton of Bristol»), Чаттертон вынудил своего работодателя, Джона Ламберта, освободить его от контракта. Завязав связи с лондонскими издателями, он в апреле 1770 г. отправился в Лондон, чтобы зарабатывать там сатирами и памфлетами. Живая бурлетта (комическая опера), «Месть», приносит ему немного денег, но смерть предполагаемого мецената погасила надежды Чаттертона. В это время он написал одну из поэм Роули «Прекрасная баллада о благотворительности» («An Excelente Balade of Charitie»). После этого он впал в крайнюю бедность и, не желая нищенствовать, в ночь 24 августа 1770 г. покончил с собой, приняв мышьяк.

## После смерти
Вскоре после смерти поэта слава о его необычайном даровании и трагической судьбе распространилась в литературных кругах Лондона. Уолполу пришлось в специальной брошюре оправдываться в своем жестоком поступке, стоившем жизни гениальному юноше. В 1777 г. Тёрвит, издатель Чосера собрал и напечатал стихотворения Чаттертона, приписанные Роули (Poems supposed to have been written at Bristol by Thomas Rowley and others in the 15-th century), сопроводив их статьёй, в которой он с полной убедительностью доказывал подложность этих произведений.
Ещё Томас Уортон в своей «Истории английской литературы» посвящает отдельную главу «поэмам, приписываемым Роули». Вскоре после этого сэр Герберт Кроф (Sir Herbert Crof) совершил паломничество в Бристоль, на родину Чаттертона, и из рассказов его родных и друзей составил полуромантическую биографию молодого поэта, озаглавленную «Любовь и безумие, правдивая повесть в письмах» (Love and Madness, a Story too true, in a series of Letters, 1780). Её дополнила через несколько лет более достоверная биография, написанная Грегори (G. Gregory. The Life of Thomas Chatterton, with Criticism on his Genius and Writings, 1789).
Английские романтики высоко ценили Чаттертона, и видели в нём своего ближайшего предшественника. Его удивительное дарование и трагическая судьба нашли отражение в стихотворениях Вордсворта, Кольриджа, Китса, Шелли, Данте Г. Россетти.
Вопрос об авторстве стихотворений Роули со времен Тёрвита может считаться окончательно решённым. Язык этих стихотворений с лингвистической точки зрения является совершенным анахронизмом. Исследования позднейших филологов объяснили метод работы Чаттертона: на основании существовавших в его время словарей к Чосеру (Bailey, Kersey и др.) он составил свой собственный словарь для перевода с современного английского языка на средневековый, которым он пользовался при сочинении своих поэм. Словарь этот был полон ошибок, соответствовавших уровню тогдашней науки и недостаточным знаниям самого Чаттертона. Диалект Бристоля, содержащий ряд архаизмов, в значительной степени облегчал Чаттертону понимание средневековых текстов, но вместе с тем являлся новым источником заблуждений.
Прямое влияние Чаттертона на английскую поэзию XIX века было незначительно, но оно во многих отношениях предвосхитил её метод. Его стихи, как впоследствии стихотворения Кольриджа, Китса или прерафаэлитов, пользуются методом стилизации для выражения романтического восприятия жизни современного поэта. Его ненаписанный роман о Роули и Каннинге и картины Бристоля XV века напоминают позднейшие исторические романы Вальтера Скотта, развертывающие вымышленную романтическую фабулу в обстановке событий и быта старой Англии.

## Творчество
Наиболее ранней пробой Чаттертона в исторических романах является эклога «Эллинор и Джуга», написанная старинной строфой Чосера и изображающая разговор двух девушек, которые оплакивают своих возлюбленных, погибших в междоусобной войне Ланкастеров и Йорков. В «Бристольской трагедии» в стиле старинной баллады описывается казнь бристольского патриота, рыцаря Чарльза Боудина, сторонника ланкастерской династии, поднявшего восстание против узурпатора, короля Эдуарда IV из династии Йорков. Герой поэмы «Турнир» сэр Симон де Буртон побеждает всех своих соперников, в том числе таинственного «неизвестного рыцаря», предварительно дав обет в случае победы построить церковь в честь девы Марии, своей покровительницы. По версии Чаттертона, на месте этой более древней церкви 1294 г. впоследствии была воздвигнута церковь святой Марии Редклифф. В интерлюдии «Парламент духов» написанной в подражание «Парламенту птиц» Чосера, выступают духи великих строителей прошлого, начиная с библейского Нимрода, вызванные из могил волшебницей, королевой Мэб. Все они признают, что новая церковь — самое прекрасное строение в мире, и воздают хвалу её создателю, мастеру Каннингу.
Трагедия «Элла» является подражанием Шекспиру. Театр Шекспира представляется Чаттертону театром сильных страстей. Его герой, англосакс Элла, властитель Бристоля, в день свадьбы должен покинуть Берту, свою любимую жену, чтобы отразить набег датчан. В его отсутствие Кельмонд, влюбленный в Берту, похищает её. Ночью в лесу, пользуясь одиночеством, Кельмонд делает попытку обольстить Берту и победить её сопротивление. Берту спасают датчане, разбитые Эллой и скрывающиеся в лесу. Кельмонд убит, Элла, узнав о похищении Берты, кончает жизнь самоубийством, Берта умирает над его трупом. Злой Кельмонд в своей преступной страсти напоминает позднейших героев готического романа. Отнесение исторической трагедии в «шекспировском стиле» к XV веку было одним из характерных для Чаттертона анахронизмов.
В «Битве при Гастингсе» Чаттертон пытается создать национальную героическую эпопею. Он приписывает авторство своей поэмы англо-саксонскому монаху Турготу, очевидцу событий. Роули выступает лишь как переводчик. Поэма сохранилась в двух редакциях, и обе остались незаконченными: для готической эпопеи Чаттертону не доставало образцов.

## Образ в искусстве
Чаттертон служил для романтиков культовой фигурой непризнанного гения. Жизнь его стала сюжетом для драмы А. де Виньи «Чаттертон» (1835), оперы Руджеро Леонкавалло «Чаттертон» (ок. 1876, 2-я ред. 1896), пьесы Ханса Хенни Янна Томас Чаттертон (1956, рус. пер. 2013), романа Питера Акройда «Чаттертон» (1987).
Также он упоминается в песне «Chatterton» Сержа Генсбура.